# Уесуґі Норіфуса
Уесуґі Норіфуса (*上杉憲房, 1467  —17 квітня 1525) — 24-й канто-канрей (головний радник канто-кубо й фактичний намісник сьогуна в регіоні Канто) у 1515—1525 роках, даймьо. За нього продовжився занепад роду Уесугі.

## Життєпис
Походив з роду Яманоуті, гілки впливового самурайського клану Уесуґі. Онук канто канрей Уесуґі Норідзане. Його батько рано помер. Народився у 1467 році. Норіфусі була обранна кар'єра буддистського ченця. Втім у 1490-х роках його всиновлено канто-канреєм Уесуґі Акісада. Спочатку вважався спадкоємцем останнього, але у 1507 році Акісада всиновив молодшого сина коґа-кубо Асікаґа Сіґеудзі, що отримав ім'я Уесуґі Акідзане.
У 1509 року керував однією з армій під час походу названого батька проти Наґао Тамекаґе, але після першого успіху зрештою зазнав невдачі. У 1510 році після смерті Уесуґі Акісади, Норіфуса став інтригувати проти Акідзане, що став новим канто-канреєм. Для цього вступив в союз з Наґао Тамекаґе. В свою чергу Уесуґі Акідзане, намагався спиратися на свого старшого брата — коґа-кубо Асікаґа Масаудзі. Зрештою Акідзане загинув в одній з битві у 1515 році й Уесуґі Норіфуса став новим канто-канрей.
В наступні роки боровся з кога-кубо й Наґао Тамекаґе, намагаючись відновити володіння роду Яманоуті-Уесуґі, проте зумів повністю встановити контроль лише над провінцією Кодзуке, над провінціями Мусасі, Кадзуке мав незначний контроль. Втім вплив Уесуґі в Канто суттєво зменьшився.
Розпочав військові дії проти родичів Оґіґаяцу-Уесуґі за владу на провінцією Саґамі, але без особливого успіху. Помер у 1525 році. Спадкував йому названий син Уесуґі Норіхіро, якого у 1531 році відсторонив рідний син Норіфуси — Уесуґі Норімаса.